# Trite ornata
Trite ornata es una especie de araña saltarina del género Trite, familia Salticidae. Fue descrita científicamente por Rainbow en 1915.
Habita en Australia (Australia Meridional).